# Otomys laminatus
Otomys laminatus је врста глодара из породице мишева (лат. Muridae). 

## Распрострањење
Јужноафричка Република је једино познато природно станиште врсте.

## Станиште
Врста Otomys laminatus има станиште на копну.
Врста је по висини распрострањена од нивоа мора до 2.000 метара надморске висине. 

## Угроженост
Ова врста није угрожена, и наведена је као последња брига јер има широко распрострањење.

### Популациони тренд
Популација ове врсте је стабилна, судећи по доступним подацима.